# 郵便番号
郵便番号（ゆうびんばんごう、英語圏共通: postal code . アメリカ英語: ZIP code）とは、郵便物の分類に役立てるために、宛先に加えて記された、数字や文字である。

## 概説
郵便番号はその性質上、全国的に統一されたコード体系が用いられている。ただし、コード体系は各国独自であり、日本のように数字のみで構成される体系や、イギリスのようにアルファベットと数字を組み合わせて構成される体系もある。

## 歴史

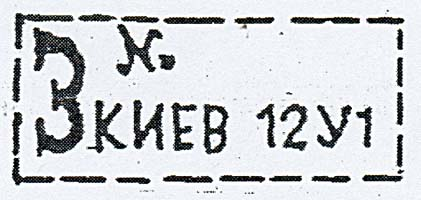
ウクライナのキーウの当時の郵便番号を含む郵便表示「КИЕВ（キエフ） 12У1」 （1930年代）

郵便番号は1857年に、ロンドン市内を10の郵便地区に区分けし、それぞれにアルファベット1文字または2文字のコードを割り振ったところから始まる。このシステムは1864年にはリバプールでも導入され、その後第一次世界大戦を契機にイギリスからヨーロッパ各地の大都市に拡大して行った。この当時はあくまで限られた大都市の中の区分けであり、国全体の全ての地区にコードを割り振っていたわけではなかった。
大都市だけでなく小規模な都市やもっと小さい村にまでこのシステムを広げようという発想は早くからあったが、1930年以前には実現性に乏しいものだった。全国的に広めた近代的郵便番号システムは、ウクライナ・ソビエト社会主義共和国で1932年11月に初めて導入された。しかし、その制度は1939年に廃止された。その後、郵便番号はドイツで1941年に、続いてアルゼンチンで1958年に、イギリス全土で1959年に、アメリカ合衆国で1963年に、スイスで1964年に導入された。

## アジア

### 日本
日本では、おおむね都道府県、市区町村の集配郵便局別に番号が割り当てられている。1998年までは3桁又は5桁（3桁＋2桁）、同年からは7桁（3桁＋4桁）に変更された。ちなみに100-0001は皇居のある東京都千代田区千代田に割り振られている。

### フィリピン
フィリピン郵便会社 (Philippine Postal Corporation) では郵便番号を米国と同じくZIPコードと呼んでいるが、米国で使われている物と異なり他の拡張がない4桁である。マニラ首都圏では複数の番号が利用されるが、マニラ首都圏以外では都市や町ごとに一つずつの番号だけ割り当てられる。

### シンガポール
シンガポールでは6桁の番号が使われる。最初の3桁は通りか小さな地域を示す。通常、郵便番号はビルや分譲住宅を特定する。

### タイ
タイでは5桁の数字を使っている。たとえば、バンコク都ワタナ区では「10110」である。

### 中華人民共和国
中華人民共和国の郵便番号は「郵政編碼、邮政编码（ヨウジョンビエンマー、yóuzhèng biānmǎ）」と呼ばれ、6桁からなる。最初の2桁は、省または省に同等の自治体または自治区を示す。第3桁は郵便ゾーン、第4の桁は、県または県レベルの都市。最後の2桁は集配郵便局。なお、政府機関などの大口集配先には別途番号が割り当てられている。具体的な番号は中国語版の中華人民共和国境内地区郵政編碼列表、または、英語版のList of postal codes in Chinaを参照。

### 中華民国（台湾）
中華民国（台湾）では「郵遞區號（ヨウディーチューハオ、yóudì qūhào）」と呼ばれる。
- 1970年3月20日 - 5桁(3+2)　従来の日本と同様に、5桁（3桁+2桁）の番号が使われる。最初の3桁が地方自治体を表し、残り2桁が集配局、または、大口集配先を表す。3桁の自治体別番号の最初の1桁は、1〜9の大集配区を表している。当初は3桁のみでスタートしたため、一般的な宛先の場合、3桁だけ書いてもよいことになっている。具体的な番号は中国語版の台湾地区郵逓区号一覧表を参照。
- 2020年3月3日 - 5桁(3+2)から6桁(3+3)に変更。

### 大韓民国
韓国の郵便番号マークとして、番号の前に丸をつけたり（「㉾」（U+327E））した「郵便（番号）」の頭文字「우」（「ウ」の一種）を書くことがある。

#### 歴史（韓国）
- 1970年7月1日 - 郵便番号が導入される。郵便局単位で番号が付与されたが、その単位が洞レベルである場合には3桁+2桁（例：ソウル特別市西大門区水色洞…120-01）、区レベルである場合には3桁（ソウル特別市中区…100）の番号が割り振られていた。1桁目の地域区分は次の通りである。
  - ソウル特別市、京畿道-1
  - 江原道-2
  - 忠清北道、忠清南道-3
  - 全羅北道、全羅南道-5
  - 釜山直轄市、慶尚北道、慶尚南道-6
- 1988年2月1日 - 行政区域別に邑面洞を単位とする6桁の番号が新たに割り振られた。また1桁目の地域区分を仁川直轄市と京畿道は1から4へ、大邱直轄市と慶尚北道は6から7へ、済州道は5から6へ変更。
- 2000年5月1日 - 1988年に割り振られた番号を基本骨子としながらも、配達の便を図るために集配人の担当区域別の番号が割り振られた。
- 2015年8月1日 - 6桁(3+3)から5桁に変更。国家基礎区域番号(국가기초구역번호)が新たに郵便番号として使用される。

#### 番号の構造（韓国）
2015年8月までの郵便番号は、地域別に割り振られた番号3桁（発送用番号）と細部の住所別に割り振られた番号3桁（配達用番号）を併せた計6桁の番号である。一番早い番号はソウル特別市中区忠武路1街の「100-011」である。
2015年8月以降は、1、2桁目が広域行政区域（特別市・広域市・道・特別自治道など）。3桁目が市・郡・区。4、5桁目が一連番号の計5桁の番号となった。
発送用番号
宛先の行政区域を基準に付与された番号で集配局において発送仕分け用に用いられる。以下は2015年8月までの基準である。
1. 1桁目は広域行政区域（特別市・広域市・道・特別自治道など）別。
2. 2桁目は住民生活圏や集中局の圏域別。同一基礎自治体でも昌原市のように異なるケースがある。馬山会原区と馬山合浦区は上二桁が63、義昌区と城山区、鎮海区は64。
3. 3桁目は市・郡・区別に割り振られている。ただし、平沢市（旧平沢市内は上3桁が450、旧松炭市内は459、旧平沢郡内は451）、麗水市（旧麗水市内は上3桁が550、旧麗川市内は555、旧麗川郡内は556）のように同一市内でも異なる場合がある。）

配達用番号
郵便物を各戸に配達する際に使用する番号で各集配員の担当区域と一致するべく細分化されて割り振られている。洞や面といった単位での区分もあれば、さらに細かく建物・私書箱単位にまで区分されたものもある。原則として法定洞を基準とし、法定洞内に複数の行政洞が存在する場合は各法定洞・行政洞に、逆に複数の法定洞が一つの行政洞となっている場合には法定洞のみに郵便番号が付与される。
集合住宅の場合1日500通、ビルや機関などの場合1日300通以上の郵便物があれば個別の郵便番号が割り振られる。この場合、当該地域を配達する管轄郵便局長の許可が必要となる。

## ヨーロッパ

### ドイツ

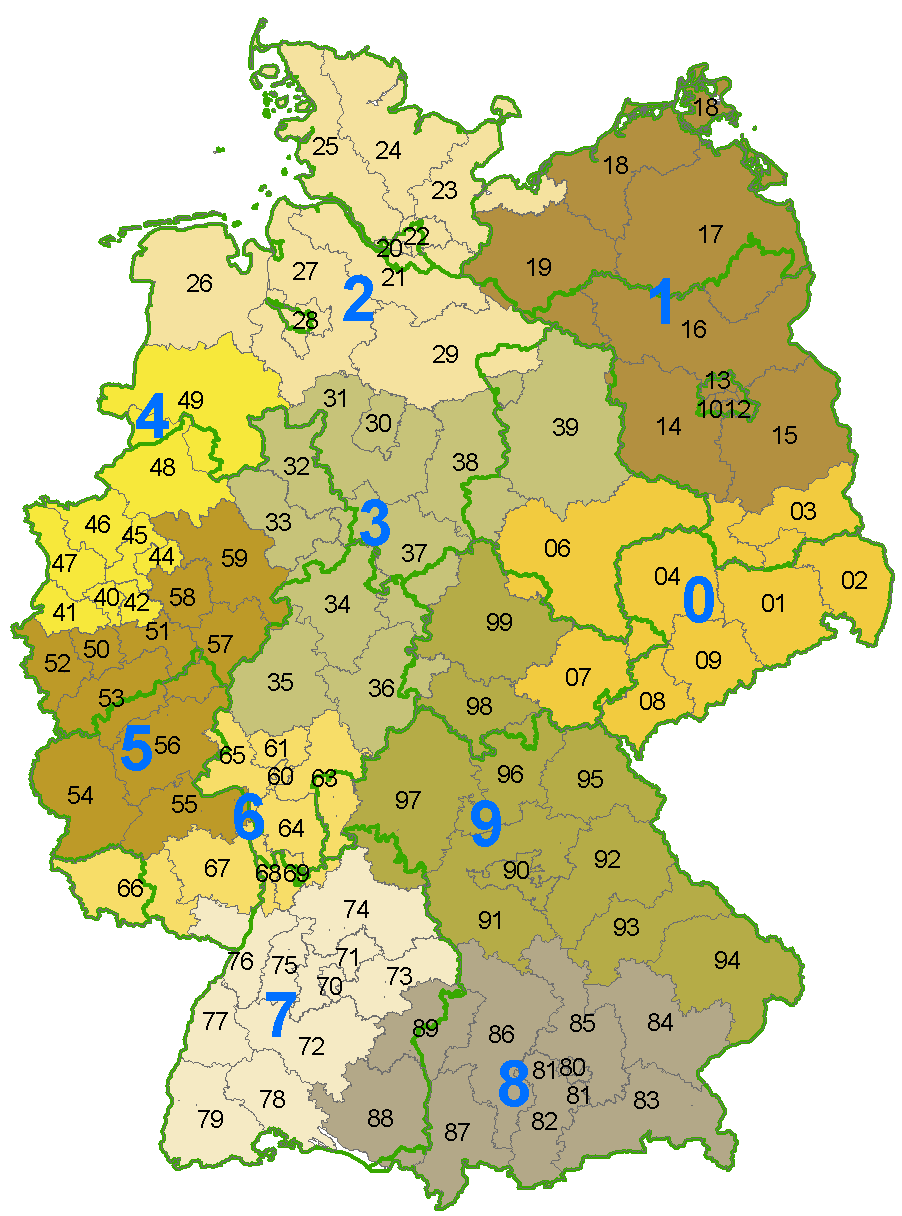
ドイツ。PLZの上2桁

ドイツでは郵便番号をPostleitzahl（略号 : PLZ）と称し全国に5桁の番号を付番しており、1つの都市の中もいくつもの区域に分割されている。したがって都市地図の検索にも郵便番号が使用されることがある。またドイツでは郵便物に郵便番号を正しく記載していない場合、住所が正しくても配達されるかどうかは保証の限りでない。なおドイツの郵便番号の詳細についてはen:Postal codes in Germany、一覧についてはドイツの郵便番号一覧を参照。

### イギリス
英数字を併用した5〜7文字の郵便番号を全土に付番して使用している。前後2つの部分に分かれ、間に1文字分のスペースを挟む。前の部分（outward code）は1文字または2文字の英字コードと1桁または2桁の数字コード（ロンドンの一部のみ数字1桁+英字1文字の場合がある）からなり、後ろの部分（inward code）は数字1桁と英字2文字からなる。前後それぞれが更に2つの部分に分かれ、それぞれの組み合わせによって配達エリアを指定するというシステムになっている。
付番例（英語版ページより転載。ロンドン・ヴィクトリア駅近くのエバリー・ストリートのもの）
| POSTCODE      |                   |                 |               |
| Outward Code  | Outward Code      | Inward Code     | Inward Code   |
| Postcode Area | Postcode District | Postcode Sector | Postcode Unit |
| SW            | 1W                | 0               | NY            |

前述の通り、世界で初めて郵便番号システムを導入したのは大ロンドン市だった。その後国内の各都市に広がったが、このシステムはそれぞれ統一されておらず、書式なども異なっていた。人力で処理している間はそれでも良かったが、1950年代に入って進んだオートメーション化で機械式の仕分け機が導入されると問題となり、全土で統一された郵便番号システムを導入する必要に迫られた。
統一システムは1959年にノーフォーク州ノリッジで試験運用が開始された。この時のものは英字3文字+2桁の数字+英字1文字の6桁だったが、その後改良が加えられ現行のものへと変化した。段階的に全国で導入されていったが、全土に普及したのは1974年のことだった。利用者の利便を図るため、旧システムも即時廃止とはせずに併用された。

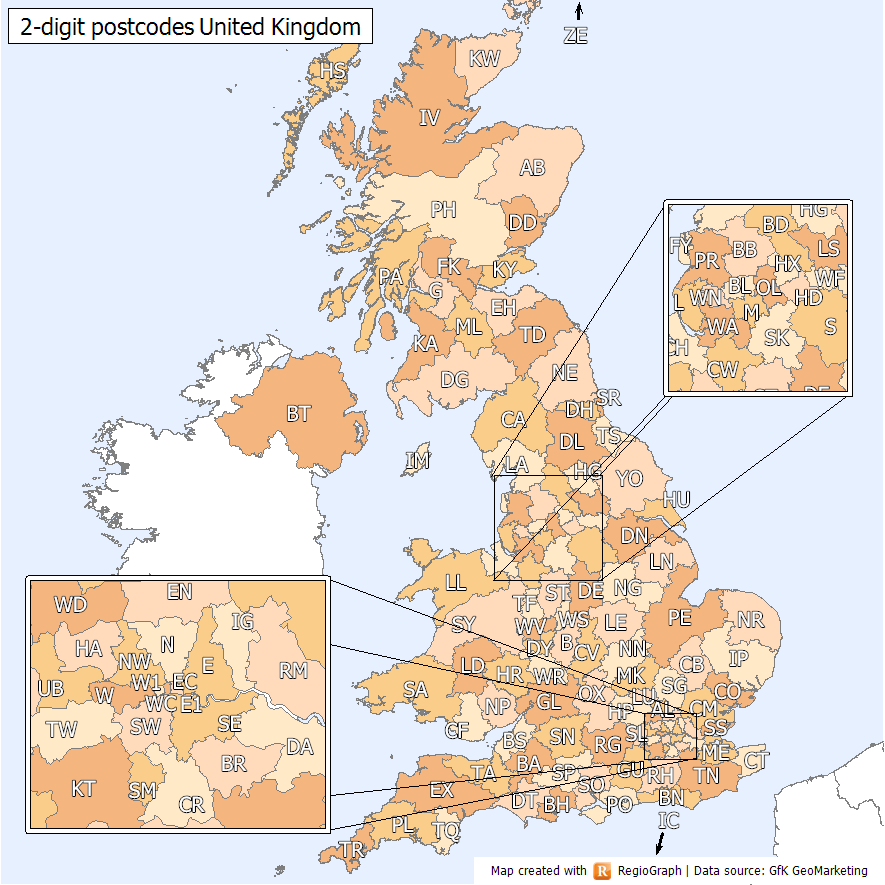
イギリスの2桁部分

### スイス・リヒテンシュタイン
スイスとリヒテンシュタインは共通でヨーロッパの中でも郵便番号制度が早くから完備しており、各県を9つの地方に分け、4桁の数字で表している。たとえばチューリッヒは8000、ベルンは3000という具合で、これらは県コードにも準じる扱いで地図やホテルリストにも記載されている。また、スイスで使用される消印には機械印・手押し印・風景印・記念印のすべてに郵便番号の記載がある。

## 北米

### カナダ
A1A 1A1のような3+3桁で構成される6桁の英数字。上3桁は日本の上3桁と同じような意味。なお、カナダの機械印は局名表示が無く郵便番号しか書かれていない。
詳細は en:List of A postal codes of Canadaを参照。

### アメリカ合衆国

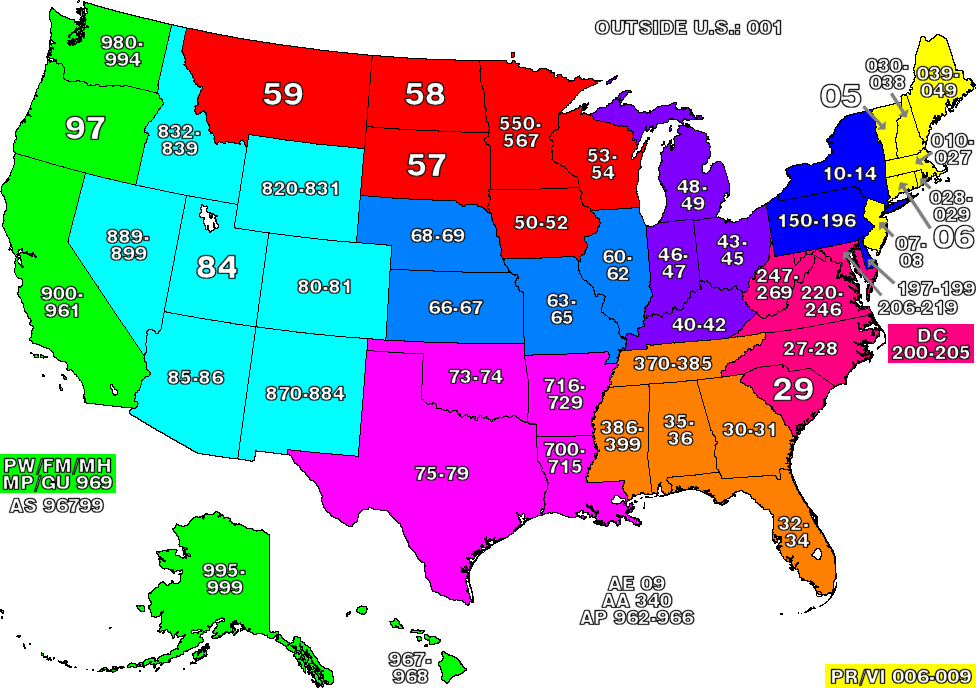
米国。ZIPコードの上2桁

アメリカ合衆国ではZIP (Zone Improvement Plan) またはZIP Codeと呼ばれる形式の郵便番号の様式を採用している。アメリカ合衆国郵便公社の商標である。日本の郵便番号の様式とは異なっており、州と都市によって5桁または9桁のZIP Codeが割り当てられている。強いて言えば、5桁の部分のZIP Codeは日本の7桁郵便番号の上3桁分の意味に近い。